# 西青街
西青街，又名西青老街，当地俗称“老街”，是一条位于浙江省玉环市的道路，是玉环城区最古老的街道之一，建于清朝雍正年间。地处玉环城区西北面，西接玉兴西路，东到东城路，呈东西走向。西青街上拼砌完整的石头路，系玉环厅城古城墙上的城砖铺砌而成，中间的石块高出两边地面，呈微微的圆拱形，使街道上不易积水。西青街被称为“玉环历史文化的一块活化石”。2020年7月，在当地政府的部署下，西青街改造提升项目启动，目标是打造一条“能够留住老街乡愁”的特色道路。

## 历史
在经历三百余年的废弃后，雍正六年（1728年）三月二十四日，经户部议准，雍正帝正式批准展复玉环。是年六月，在时任浙江巡抚李卫等人的努力下，玉环重新开垦，并设玉环厅，为直隶厅，温州府兼隶，政务直隶省。这是玉环独立建置之始。玉环建厅设治后，筑玉环厅城，建街市，在城内形成一条称为“黄旗街”的街道，从东城门经厅署府前坛到达西城门。伴随着当地人口的增加和经济社会的发展，街道向西城门外延伸，至西青岭脚停，故取名“西青街”。西青街自形成以来便是玉环的商贸核心区，清末至民国时期店铺林立，开有三家殷实人家开设的私塾。当时，西青街街道路面宽不足丈，中间石板两旁以弹石铺筑，后有几家商铺改装西式门面。玉城最早使用机械设备的胡协成印刷厂，也在西青街内创办。光绪三十三年（1907年）和民国十五年（1926年），西青街先后遭遇火灾，损失不小。
中国抗日战争期间，西青街成为抗战战线。民国三十年（1941年）4月，日军飞机两度轰炸玉环县城，炸毁老街店铺民房数十间，死伤多人。民国三十一年（1942年）5月28日，日军侵犯玉环县城，将老街商店洗劫一空，并奸淫妇女。这一时期，玉环第一个宣传抗日的群众团体组织“玉环县城区战时青年服务团”也在西青街活动，为打击西青街上一户销售日货的百货店，将店内的日货搬到西青街三官堂的天井当众烧毁。1949年中华人民共和国成立后，原来街上的大部分知名商号，因战乱、火灾、破产等因素倒闭，尚在经营的商铺约70户。之前曾拆下的玉环厅城砖被铺筑在西青街。20世纪50年代公私合营期间，老街商号多数实行联营，如玉环供销社国营饭店、环山饮食合作商店、玉城食品经营组等。此时西青街逐渐呈现餐饮集群，到20世纪80年代末90年代初，西青街餐饮业达到鼎盛。
至20世纪50年代，西青街仍是玉环唯一的一条较大规模的街道；至60年代，仍然是玉环最繁华的地段。70年代后，城中路、玉兴路等新的街道取代了老街的地位。到80年代，商品经济发展，200多米长的狭窄街区无法满足市场需求，在城市化进程中逐渐冷清，其商业街区功能也逐步压缩到本地传统餐饮经营、寺庙佛教用品销售、鱼鲜时蔬临时摊贩交易等。1984年，玉环城关开设建设路菜场，西青街上多数店面及摊位外迁。1998年1月4日，老街又发生一场火灾，火灾从0时左右一直烧到3点多，烧毁了沿街的二三十间木结构老屋。之后人们纷纷改造了砖结构楼房，促进了老街焕发新姿。同时，不少人看中机会摆摊卖菜，老街变得混乱起来。

随着时代的变迁，西青街房屋破败，一些老房子被列为危房，同时整体来看存在设施不完善、空间不合理等问题。受规划限制，居民只能在狭窄的原宅基上翻建。2019年下半年，玉环对老城区启动城市有机更新，西青街改造提升项目被提上日程。项目改造设计范围长230米，包括改造建筑立面、提升街道路面质量、街道景观提质等，将以中式传统建筑风格为基调进行提升改造，凸显海岛特色的同时，做到修旧如旧、留存记忆，打造一条“能够留住老街乡愁”的特色道路。2019年年初，当地政府向113户居民征求改造意向时，改造同意率达到98%。2020年6月10日上午，玉环市市长周阳主持召开市十六届政府第31次常务会议，讨论并原则通过了《玉城街道西青街改造提升实施方案》（送审稿）。6月15日，玉环市人民政府印发《玉环市人民政府关于印发玉环市西青街改造提升项目实施方案的通知》。7月6日，改造项目组织集中签约。7月22日上午，西青街改造项目正式进场施工，计划对5间4户房屋进行改造。8月13日，样板房建设正式启动。施工的同时，玉环市博物馆的工作人员也开展文物保护，保护并研究古城墙城砖等文物。

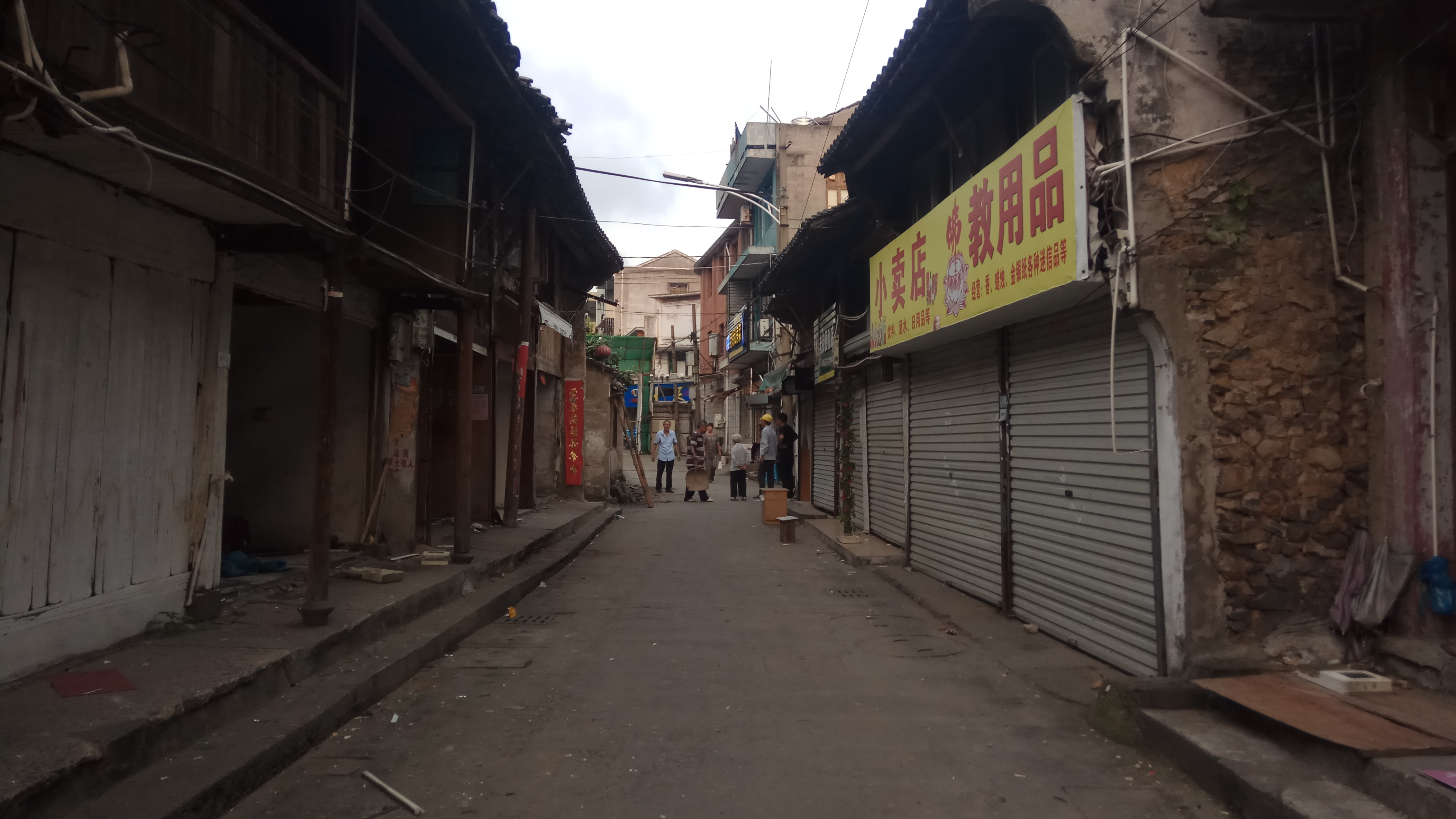
西青街街面
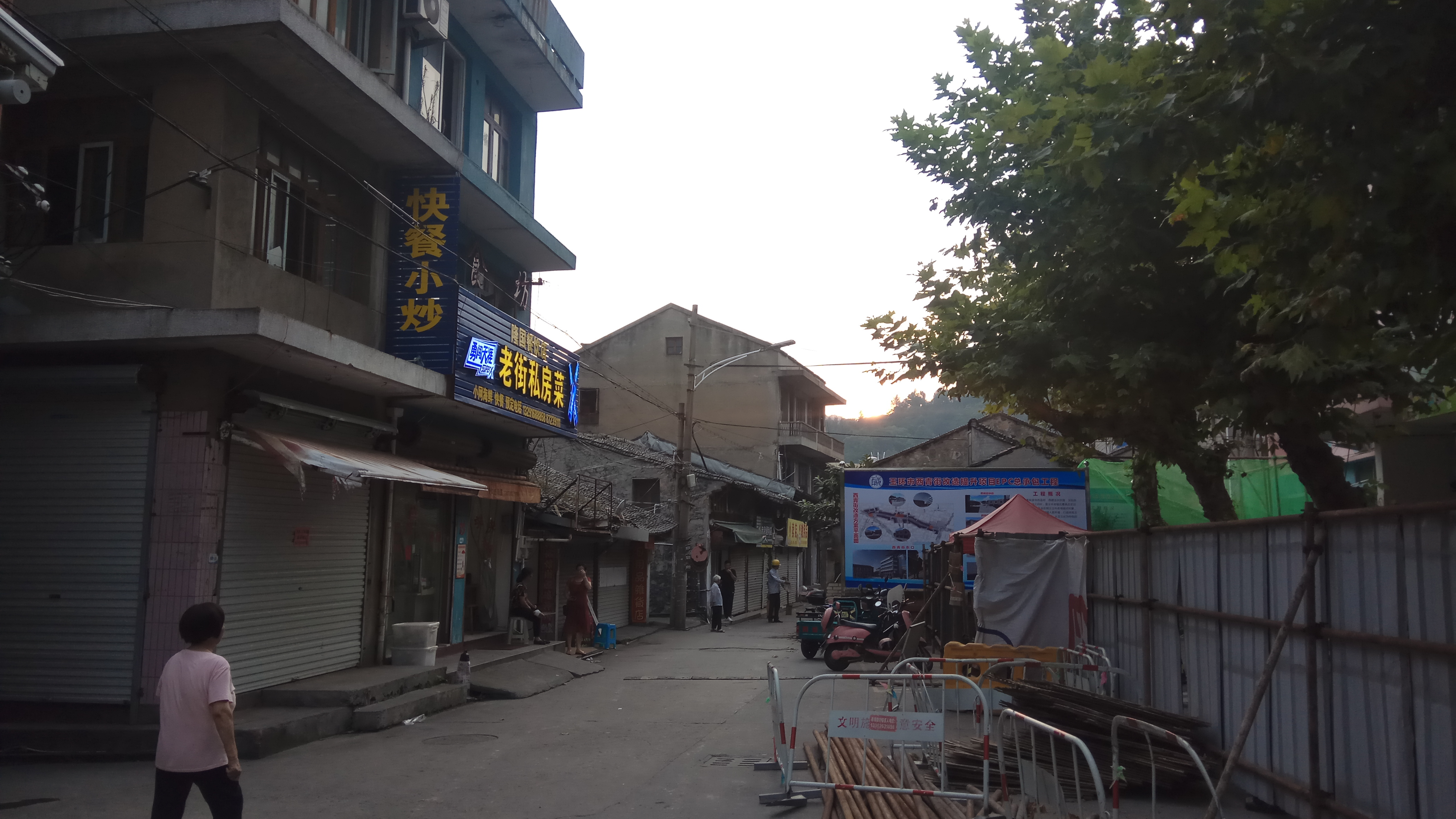
西青街街面
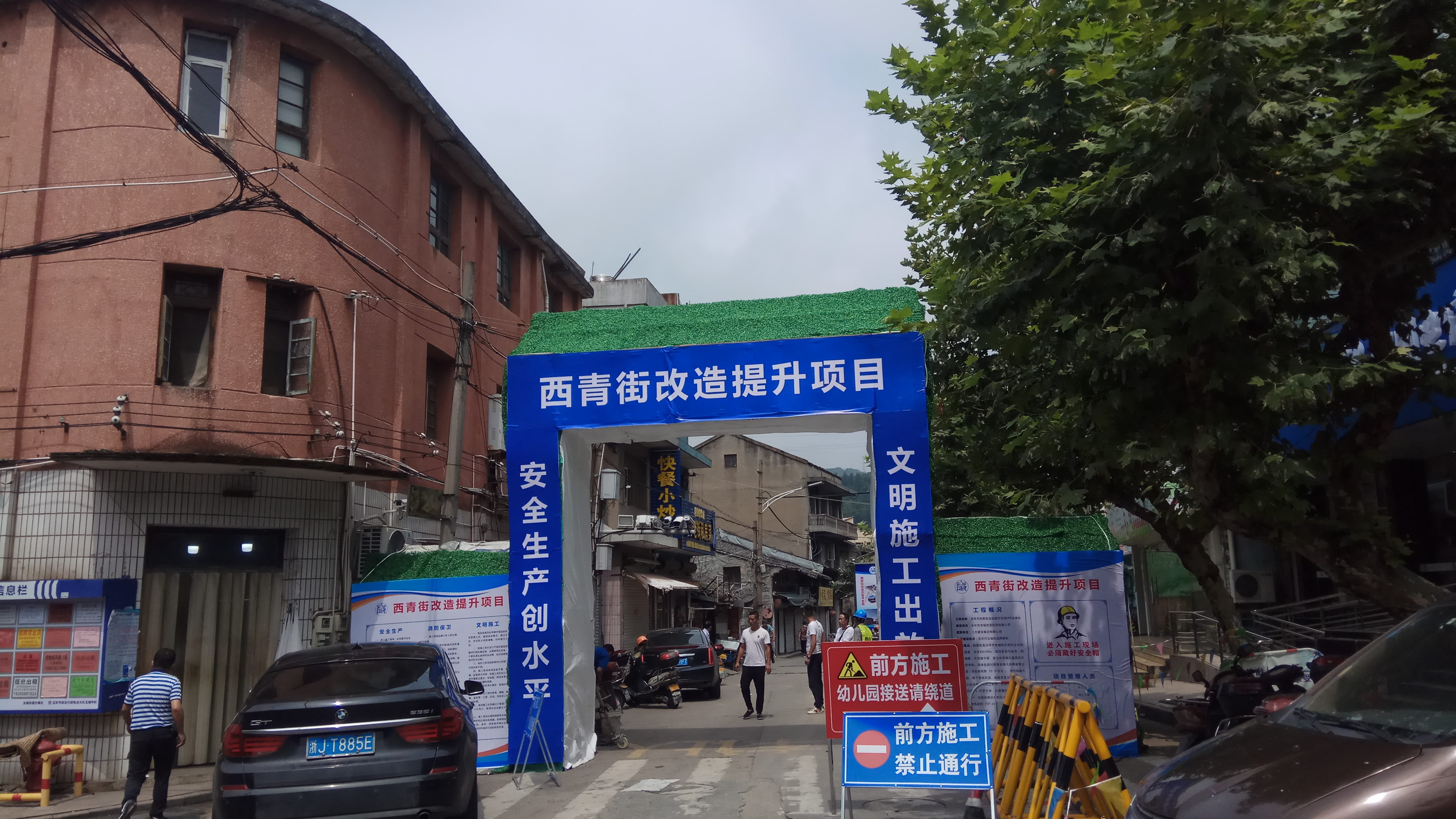
西青街改造提升项目施工现场

## 位置结构
西青街地处玉环城区西北面，西接玉兴西路，东到东城路，呈东西走向。紧邻市政府大楼、玉环市电信局、玉环市中医院等建筑。1949年前，西青街上以木结构屋为主，中间铺石板，两边砌石块，下雨天时雨水易漫进屋内。现如今西青街上拼砌完整的石头路，系玉环厅城古城墙上的城砖铺砌而成，中间的石块高出两边地面，呈微微的圆拱形，使街道上不易积水。

## 房屋店面
西青街沿街两边都是木板房，两三户连成一栋。青石板的路面，弯弯曲曲，有许多的岔路从街面房的小弄堂里通向四面八方。集聚了布店、药店、杂货店、理发店等各种各样的店面，拥有百货、布匹、烟酒、粮油、染料等各类商店，其中不乏有老字号店面。有的村民也在这里摆菜摊卖自产自销的农副产品。
街上的老街便利店从1998年左右开设至今。街上曾有玉环最早、最大的馆店，店址原是民国时期国民党青年团的旧址，1949年后成为国营饮食商店，并于1961年扩建。在这座国营酒楼的带动下，西青街上陆续开起了很多小吃店，被人们戏称为“贪吃街”。其中仅早餐店就有三四家，有糕头、炊饭、番粉圆、包子、馄饨、豆腐脑等各类早餐品种，价格实惠，受到附近市民的青睐。街上还有各种面食店，制作海鲜面、海鲜糕等。其中有一家“正宗老街手打面”远近闻名，店内的手打面都是纯手工制作。街上还有一家毛金河粽店，开办于20世纪70年代，端午前后每天要包1000多个粽子。

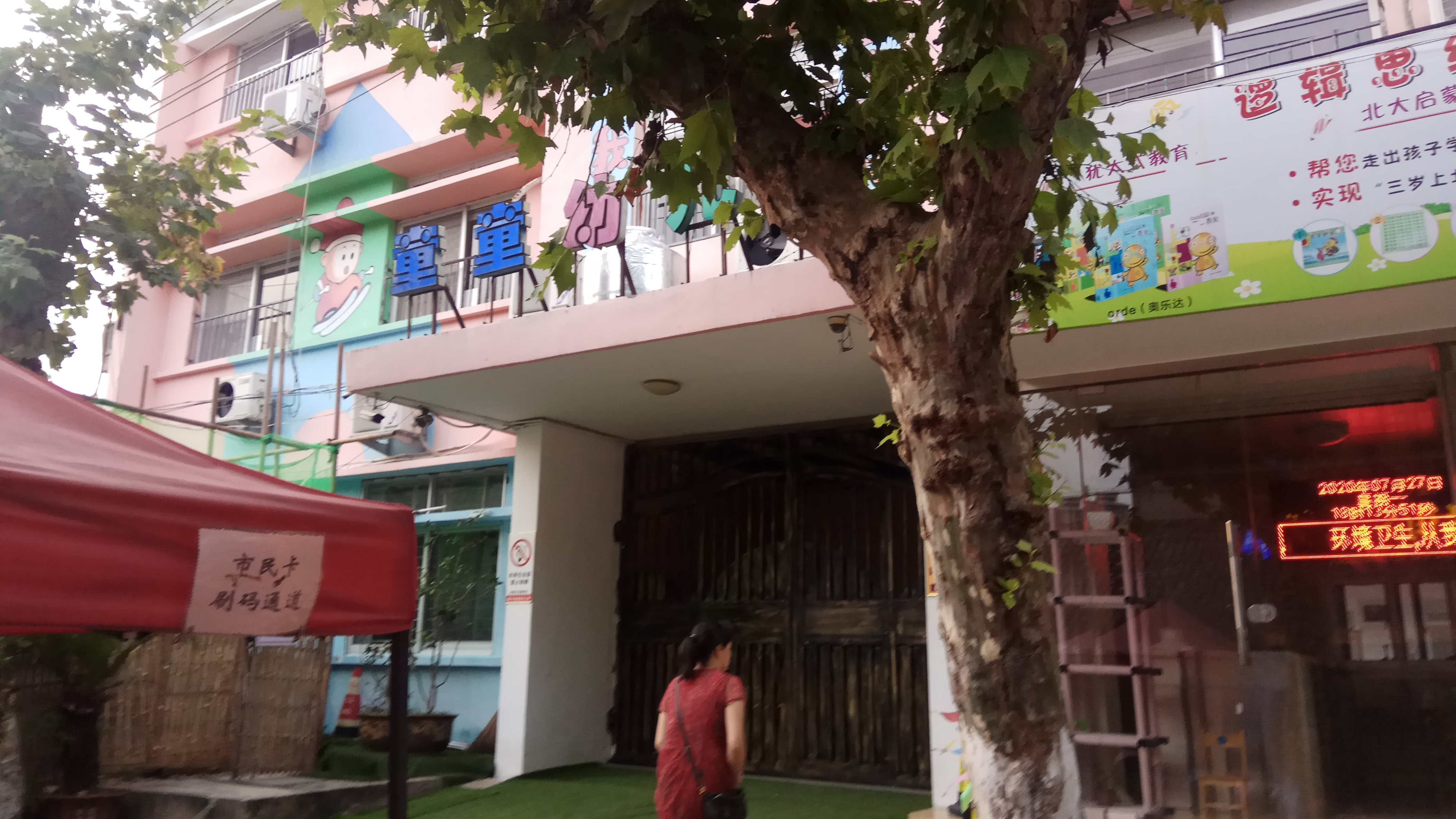
西青街上的童童幼儿园

西青街上有玉环城区历史最悠久的理发店——城关合作理发店。该店于开设1953年，当时是城关最大、最早的一家集体理发店，也是城关第一幢由青砖筑成的水泥结构房屋。1977年搬迁到西青街的第一幢公房。该店曾历经三次火灾，并装修房屋。最早该店拥有19位理发师，到后来只有4人健在，而坚守岗位的只剩82岁的蔡公球一人。至2020年7月，拥有7位理发师，年龄从50多岁到88岁。街上有一家老街钟表店，开办于20世纪60年代，修表价格低。街上曾有一个自负盈亏的手工业综合小组，修水笔、搪瓷等，其中一位修搪瓷的老人林铎被街上人称为“补洋面盆老倌”，后被证实是教育家、革命战士、第一届中国国民党省代会代表。街上还开有幼儿园、五金加工店、弹棉花店、打金店等店铺。
街上有自发形成的露天菜场，存在恶劣的卫生情况和一定的安全隐患，同时存在占道经营现象，当地政府大力整治，将占道经营的摊贩迁入城关中心菜市场。此外，街道人流密集，一度道路狭窄，垃圾、污水随意倾倒。

## 文化特色

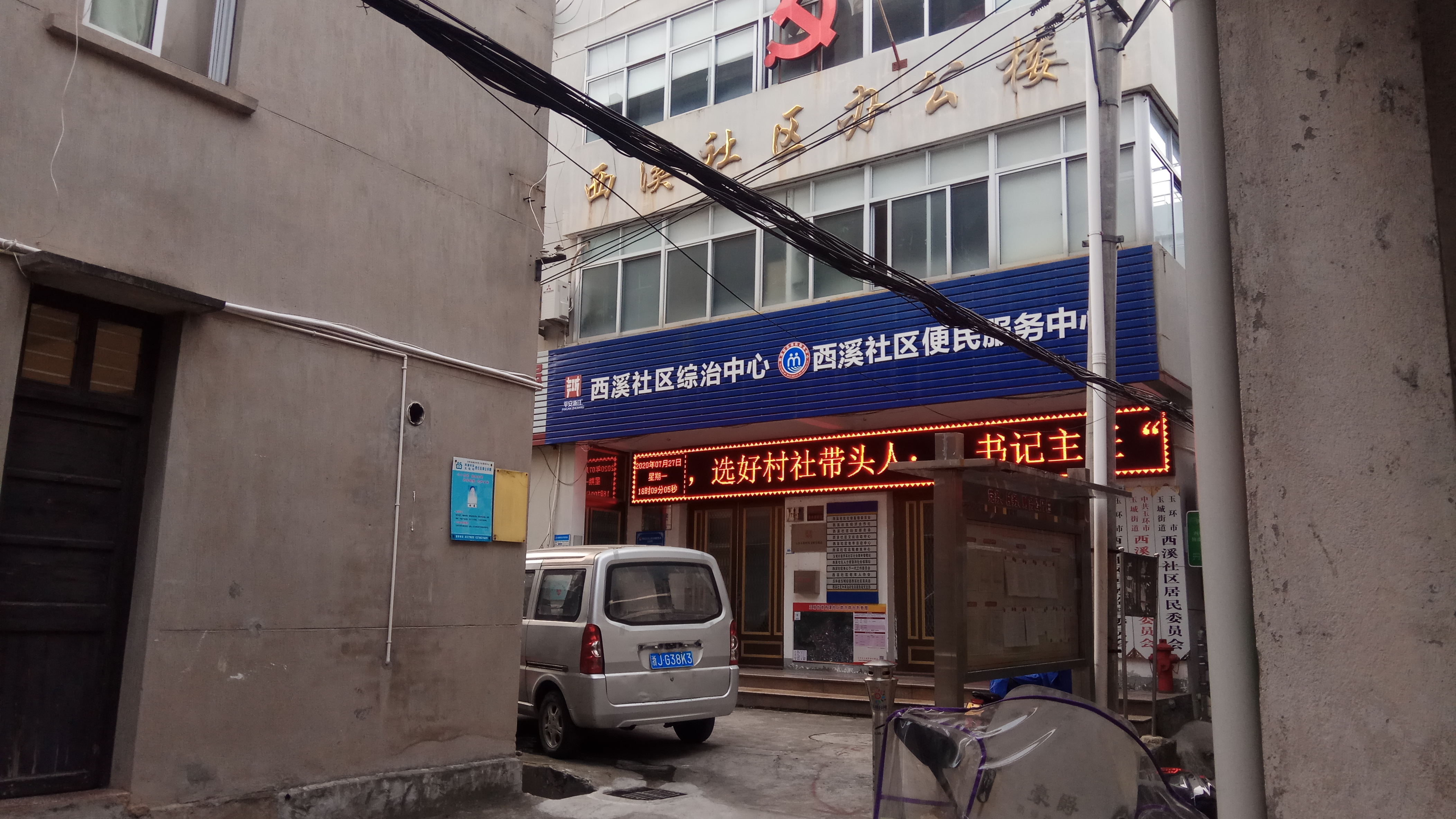
西溪社区办公楼位于街内

文化上，西青街有舞龙的传统。集市贸易是老街以前的一大特色。每年农历二月廿二旧城隍庙会（俗称“会市”）、每年初夏的“洋山季”前后等时节，玉环及周边乡镇农民商贩，都集中在西青街一带交易，人群熙攘、热闹非凡。20世纪50年代后，此类活动演变为春季物资交流大会和文化交流活动，活动场所从西青街转移到宽阔大路。西青街区也出现了林正阳等一批名人。此外，西青街体现了玉环的移民文化，住在上街头的居民说平阳话，住中街头的说乐清话，住下街头的说太平话。